# Cantó de Rochefort-Sud
El cantó de Rochefort-Sud és un cantó francès al districte de Rochefort (departament del Charente Marítim). Compta amb part del municipi de Rochefort.
| Data d'elecció                           | Identitat             | Partit           | Qualitat |
| ---------------------------------------- | --------------------- | ---------------- | -------- |
| 1949-1977                                | Albert Bignon         | UNR, després UDR |          |
| 1977-1985                                | Michel Fort           | PS               |          |
| 1985-1998                                | Michel Candau         | UDF              |          |
| 1998-2011                                | Jacques-Henri Boucher | PS               |          |
| 2011-                                    | Pierre Feydeau        | PS               |          |
| les dades anteriors no són pas conegudes |                       |                  |          |

| A partir de 1990: Població sense dobles comptes |